# LSS 4067
LSS 4067 eller  CD-38 11748 är en mycket ung ensam stjärna i den norra  delen av stjärnbilden Skorpionen. Den har en skenbar magnitud av ca 11,44 och kräver ett teleskop för att kunna observeras. Stjärnans avstånd är inte välkänt och det kan vara någonstans mellan 9 500 och 12 700 ljusår (2 900 till 3 900 parsecs)  från solen. Den rör sig närmare solen med en heliocentrisk radialhastighet på ca -51 km/s. Stjärnan har antagits ingå i den öppna stjärnhopen HM 1.

## Observation
Även om Gaia Data Release 2-parallaxen för LS 4067 är negativ, kan ett troligt avstånd beräknas från den. Stjärnan tros ligga på ett avstånd mellan 8 202 och 14 084 parsec, statistiskt sett mest sannolikt på 10 170 parsec. Den katalogiserades som medlem av den svaga stjärnhopen Havlen-Moffat nr 1, men anses inte längre vara medlem. Stjärnhopen ligger på ett avstånd av cirka 3 300 parsec.
LSS 4067 har en absolut bolometrisk magnitud av -11,4, vilket gör den till en av de mest lysande stjärnorna som är kända. Faktum är att många av de hetaste och mest lysande stjärnorna som är kända är superjättar av O-typ, eller Wolf-Rayet-stjärnor. LSS 4067 har ett ovanligt spektrum, med olika emissionslinjer inklusive N III- och He II-emissionslinjer, alltså "f" i dess spektraltyp. På grund av detta ovanliga spektrum har det visat sig vara relativt svårt att klassificera stjärnan eller härleda dess egenskaper: till exempel förutspås den effektiva temperaturen vara för kall och ytgravitationen för hög.

## Egenskaper
LSS 4067 är en blå superjättestjärna av spektralklass O4.5 Ifpe. Den har en massa som är ca 120 solmassor, en radie på ca 19 solradier och utsänder från dess fotosfär energi motsvarande ca 802 000 gånger solen vid en effektiv temperatur av ca 40 000 K.
Trots att stjärnan är en blå superjätte färgas den extremt röd av interstellär fördunkling, så dess skenbara magnitud är ljusare för passband med längre våglängder. Utan skymningen uppskattas det att LSS 4067 skulle vara 5,8 magnituder ljusare och en stjärna svagt synlig för blotta ögat med en skenbar magnitud på 5,3.